# Bodo (bantu jezik)
Bodo jezik (ISO 639-3: boy), danas gotovo izumrli jezik, 15 govornika (1996) u srednjooafričkoj prefekturi Haut-Mbomou. Pripada centralnim bantu jezicima zone D, podskupina Bira-Huku (D.30).
Na izvornom sudanskom području više nema govornika.

## Vanjske poveznice
- Ethnologue (14th)